# Bánh mì que

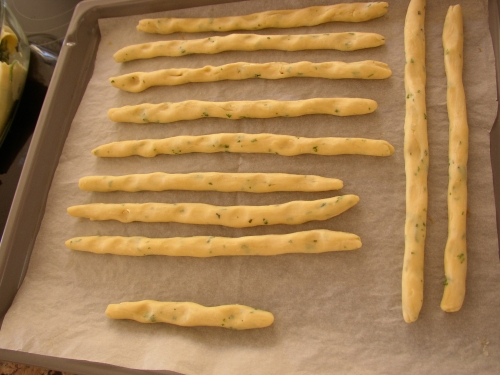
Bánh mì que

Bánh mì que (còn gọi là bánh mì gậy) là một loại bánh mì Pháp xuất xứ từ nước Pháp (nhưng nguồn gốc nguyên thủy là ở vùng Torino của Ý), nó lần đầu được ra mắt tại một cửa hàng bánh mì tại Lanzo Torinese (Đông Bắc Italy) vào năm 1679. Ngoài ra, bánh mì que còn là món ăn rất phổ biến ở Tây Ban Nha, đồng thời cũng rất được ưa chuộng tại châu Mỹ, châu Âu, châu Á và châu Úc.

## Đặc điểm
Bánh mì này có hình dáng thon dài giống một dạng que dài (kích cỡ có nhiều loại, ở Việt Nam thông dụng loại cỡ 2 ngón tay, dài khoảng 30 cm), bên trong bánh mì có quét patê, xịt tương ớt, nhồi thịt chà bông nên khi ăn vào thì giòn mềm và vị bùi của patê, cảm giác nóng giòn và có vị cay. Bánh mì que nổi tiếng bởi loại bột bánh mì và công thức làm bánh đặc biệt có độ giòn xốp đặc trưng. Bánh có hương vị pate thơm lừng và béo. Loại pate này được làm thủ công, khi ăn, vị cay của ớt quyện cùng pate làm nức mũi người ăn.

## Ở Việt Nam
Ở Việt Nam, bánh mì này là một trong những món ăn được liệt vào hàng đặc sản của thành phố Hải Phòng nhưng bình dân. Ở Hải Phòng, nó có xuất xứ ở ngõ Khánh Lạp, phố Hàng Kênh. Thương hiệu bánh mì cay dường như đã nổi tiếng với người dân Hải Phòng, Hà Nội, Đà Nẵng, Thành phố Hồ Chí Minh...bánh mì vừa ngon, vừa lạ miệng và tương đối rẻ. Không như các loại bánh mì thông thường ở Sài Gòn, Hà Nội... bánh mì cay Hải Phòng chỉ lớn hơn chiếc đũa, với chiều dài khoảng 20 cm, nhưng gói ghém trong nó là những hương vị đặc trưng như vị cay của ớt, vị béo của patê, giòn của dưa chuột.